# مارك هاسي
مارك هاسي هو لاعب هوكي الجليد كندي، ولد في 8 سبتمبر 1975 في Chatham, New Brunswick ‏ في كندا.

## وصلات خارجية
- مارك هاسي على موقع دوري الهوكي الوطني (الإنجليزية)
- مارك هاسي على موقع EliteProspects.com (الإنجليزية)
- مارك هاسي على موقع HockeyDB.com (الإنجليزية)